# 4712 Іваізумі
4712 Іваізумі (4712 Iwaizumi) — астероїд головного поясу, відкритий 25 серпня 1989 року.
Тіссеранів параметр щодо Юпітера — 3,160.